# Нове Ґралево
Нове Ґралево (пол. Nowe Gralewo) — село в Польщі, у гміні Рацьонж Плонського повіту Мазовецького воєводства.
Населення — 113 осіб (2011).
У 1975-1998 роках село належало до Цехановського воєводства.

## Демографія
Демографічна структура станом на 31 березня 2011 року:
|          | Загалом | Допрацездатний вік | Працездатний вік | Постпрацездатний вік |
| -------- | ------- | ------------------ | ---------------- | -------------------- |
| Чоловіки | 63      | 8                  | 46               | 9                    |
| Жінки    | 50      | 5                  | 29               | 16                   |
| Разом    | 113     | 13                 | 75               | 25                   |